# 리아 레미니
리아 레미니(Leah Remini, 1970년 6월 15일 ~ )는 미국의 배우, 프로듀서, 반사이언톨로지교 활동가이다. 어린 시절부터 사이언톨로지를 믿으며 성장했으나, 2013년 사이언톨로지에서 탈퇴해 이후 사이언톨로지를 공공연히 비판하며 반사이언톨로지 활동을 하고 있다. 탈퇴 2년 후 회고록 《트러블메이커》를 발간해, 사이언톨로지에 있을 때의 경험과 사이언톨로지를 떠난 이유를 담은 이야기를 전했다.

## 출연 작품
- 세컨드 액트 (2018)
- 더 클래퍼 (2017)
- 핸섬 (2017)
- 매드 패밀리즈 (2017)
- 더 페밀리 툴즈 (2013)
- 메리드 낫 데드 (2009)
- 올드 스쿨 (2003)
- 더 레이트 레이트 쇼 위드 크레이그 킬본 (1999)
- 팔로우 유어 하트 (1998)
- 킹 오브 퀸즈 (1998)
- 파이어드 업 (1997)
- 글로리 데이즈 (1995)
- 프렌즈 (1994)
- 귀향 (1992)
- 베이사이드 얄개들 (1989)
- 치어스 (1982)